# Oskar Erckens

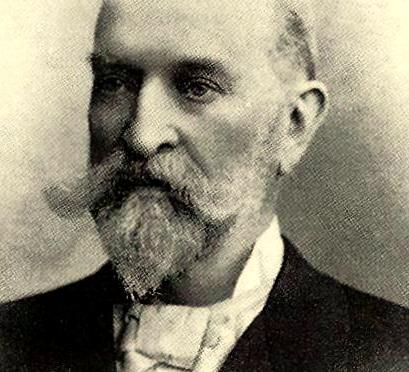
Oskar Erckens

Oskar Erckens (* 17. Februar 1824 in Burtscheid; † 29. Oktober 1901 in Aachen) war ein deutscher Unternehmer und Eigentümer der Firma  Johann Erckens Söhne in Burtscheid bei Aachen und Erckens & Co. Baumwollspinnerei und -weberei in Grevenbroich. Er belieferte u. a. die Kurie in Rom und die Polizei von New York. Später wurde er noch zum Geheimen Kommerzienrat ernannt. Darüber hinaus war Oskar Erckens von 1881 bis 1896 Präsident der IHK Aachen.

## Unternehmen

### Aachen

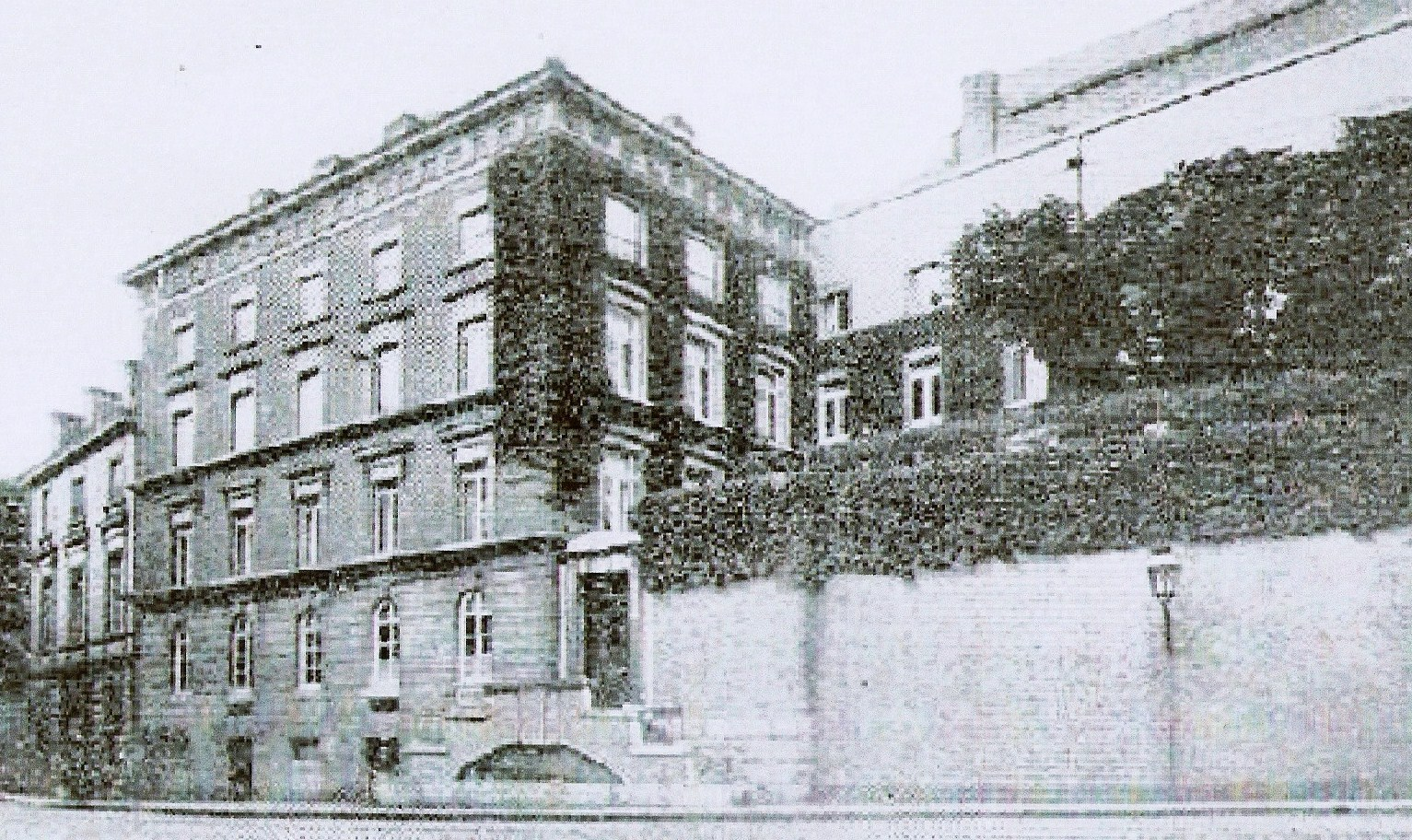
Stammhaus Erckens, Burtscheid

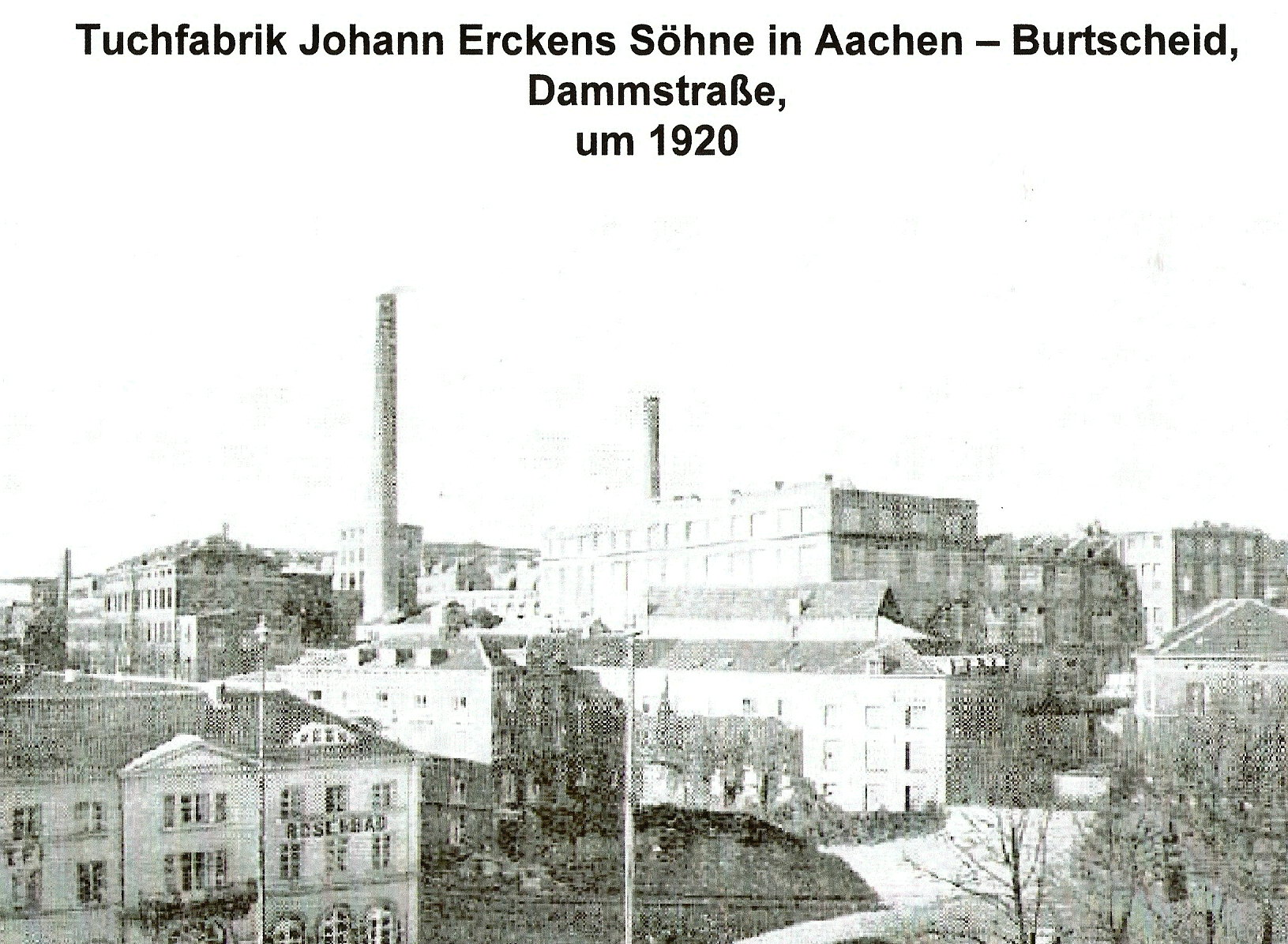
Tuchfabrik Erckens um 1920

Schon im 18. Jahrhundert begannen Mitglieder der Familie Erckens mit der Tuchherstellung und Christoph Friedrich Erckens (* 1740) begründete in Burtscheid als Erster von ihnen das Tuchgewerbe. Später im Jahr 1806 errichteten die Brüder Friedrich und Johann Melchior Erckens (1782–1852) ihre zunächst gemeinsam geführte Tuchfabrik in der Burtscheider Hauptstraße. 1830 trennten sich ihre Wege und Johann Melchior Erckens übernahm zusammen mit seinem neuen Teilhaber und Geschäftsführer Johann Friedrich Lochner, seinem Schwiegersohn, die Burtscheider Fabrikanlagen. Ihnen gelang es in den folgenden Jahren, das Unternehmen in einem solchen Umfang zu entwickeln, dass größere Flächen oberhalb der Dammstraße in Burtscheid dazu gekauft werden mussten.
Nach dem Tod Johann Melchior Erckens im Jahre 1852 und dem Ausstieg des Teilhabers Johann Friedrich Lochner im Jahre 1857 wurde das Unternehmen von seinem Sohn Oskar Erckens in Alleinverantwortung unter der Firmierung Johann Erckens Söhne weitergeführt. Oskar Erckens konnte die wirtschaftliche und gesellschaftliche Bedeutung des Unternehmens weiter maßgeblich steigern. Dessen Spezialität war die Anfertigung feinster Herren- und Damentuche. Auszeichnungen auf Ausstellungen in Paris, London, Philadelphia und Melbourne bezeugen die Qualität der hergestellten Stoffe. Das Kontorhaus des Unternehmens sowie das Wollmagazingebäude, welches zeitweise auch als Bedienstetenwohnhaus diente, stehen noch heute als Gebäudedenkmäler in der Malmedyerstraße Nr. 30 bzw. 35–37 in Burtscheid.
Nach seinem Tod übertrug er das Unternehmen seinem Sohn Johann Alfred Erckens (1856–1917), der dieses 1907 in eine GmbH umgewandelte. Die Firma konnte sich weiterhin erfolgreich auf dem Markt behaupten und beschäftigte Mitte der zwanziger Jahre etwa 600 Mitarbeiter. In Friedenszeiten gingen 30 % des Absatzes ins Ausland, vor dem Ersten Weltkrieg hauptsächlich nach Übersee, danach vor allem in europäische Länder.
Bedingt durch die Nachwirkungen des Ersten Weltkrieges, der große Lücken in der Arbeiterschaft hinterließen, sowie den Unruhen in Aachen anlässlich des Separatistenaufstandes von 1924 und der beginnenden Weltwirtschaftskrise, gingen die Umsätze deutlich zurück. Um dem entgegenzuwirken, schloss sich am 3. Juli 1928 die Tuchfabrik Erckens mit der „Ernst Friedrich Weissflog AG“, den „Gebr. Aschaffenburg Tuchfabrik in M.Gladbach“, der „Bautzner Tuchfabrik“, der „Wm. Focke & Co. Kammgarnweberei“ in Gera und der „Tuchfabrik Delius“ in Aachen zur „Toga, vereinigte Weberei Aktien-Gesellschaft“ mit einem Kapital von 15 Milliarden Reichsmark zusammen. Doch bereits am 8. Februar 1932 wurde die Auflösung der TOGA beschlossen, alle Einzelbetriebe – also auch die Tuchfabrik Erckens – stillgelegt, die Gläubiger aus- und die Kredite zurückgezahlt, womit das Aktienkapital komplett verloren gegangen war. Später wurde der Gebäudekomplex an die RWTH Aachen übertragen, die dort ihr Institut für Stromrichtertechnik und elektrische Antriebe (ISEA) und das Institut für Kristallographie (ifk) einrichteten.
Als repräsentativen Wohn- und Firmensitz ließ Oskar Erckens in der Burtscheider Dammstraße nach Plänen von Friedrich Klausener ein mächtiges kubusartiges Gebäude errichten, welches auch für kulturelle Zwecke genutzt wurde. Der integrierte große Festsaal, ausgestattet mit zwei Flügeln, wurde später mehrfach von der städtischen Musikdirektion angemietet und es fanden hier die so genannten weißen Bälle Burtscheids statt. Erckens war von 1932 bis 1937 Vorstandsvorsitzender des Evangelischen Krankenhausvereins zu Aachen, Träger des Luisenhospitals Aachen und gehörte seit 1865 dem Club Aachener Casino an.
Zu Ehren von Oskar Erckens und seinem Unternehmen wurde in Aachen-Burtscheid eine Straße nach ihm benannt.

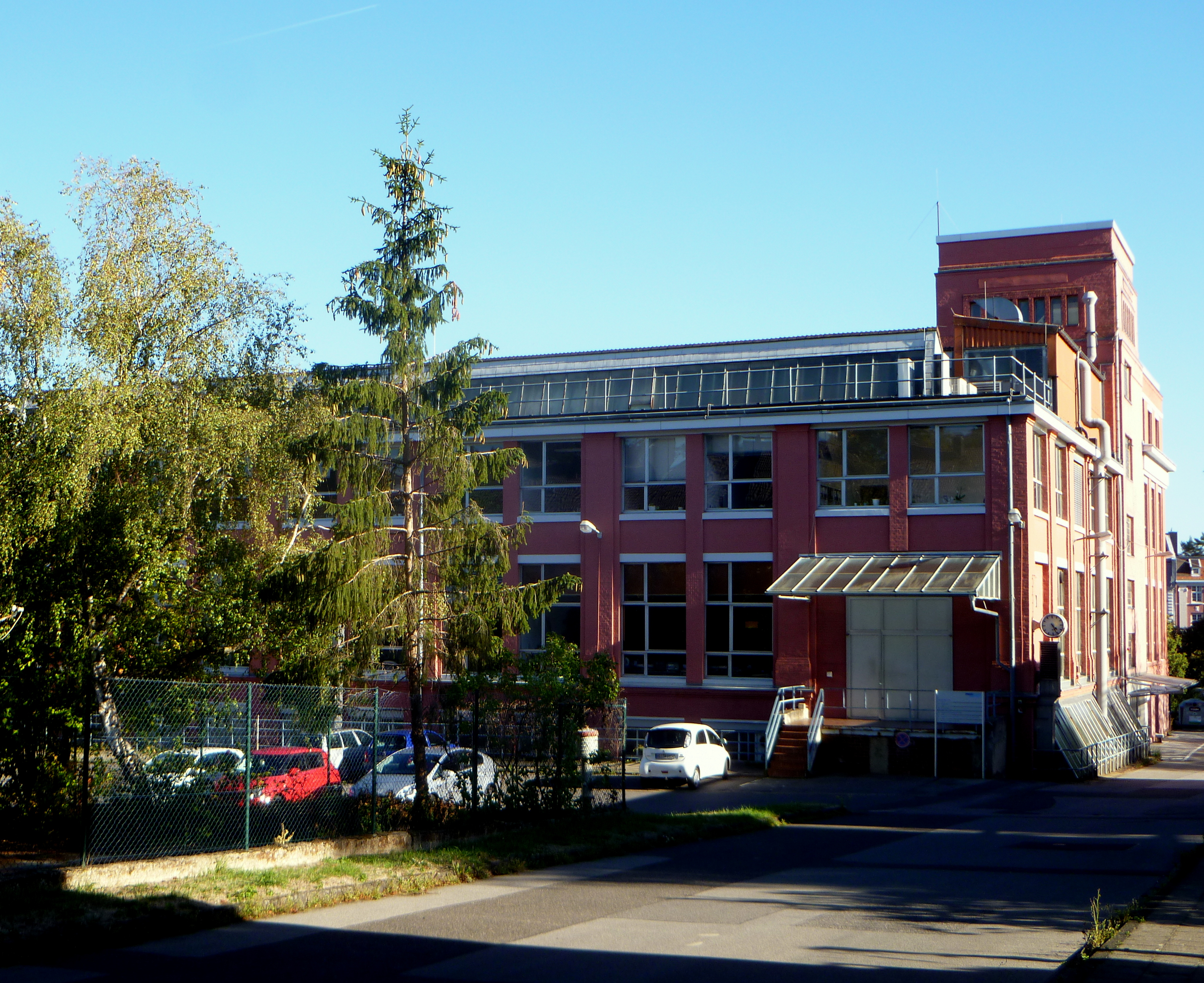
Ehemalige Tuchfabrik Erckens, 2018
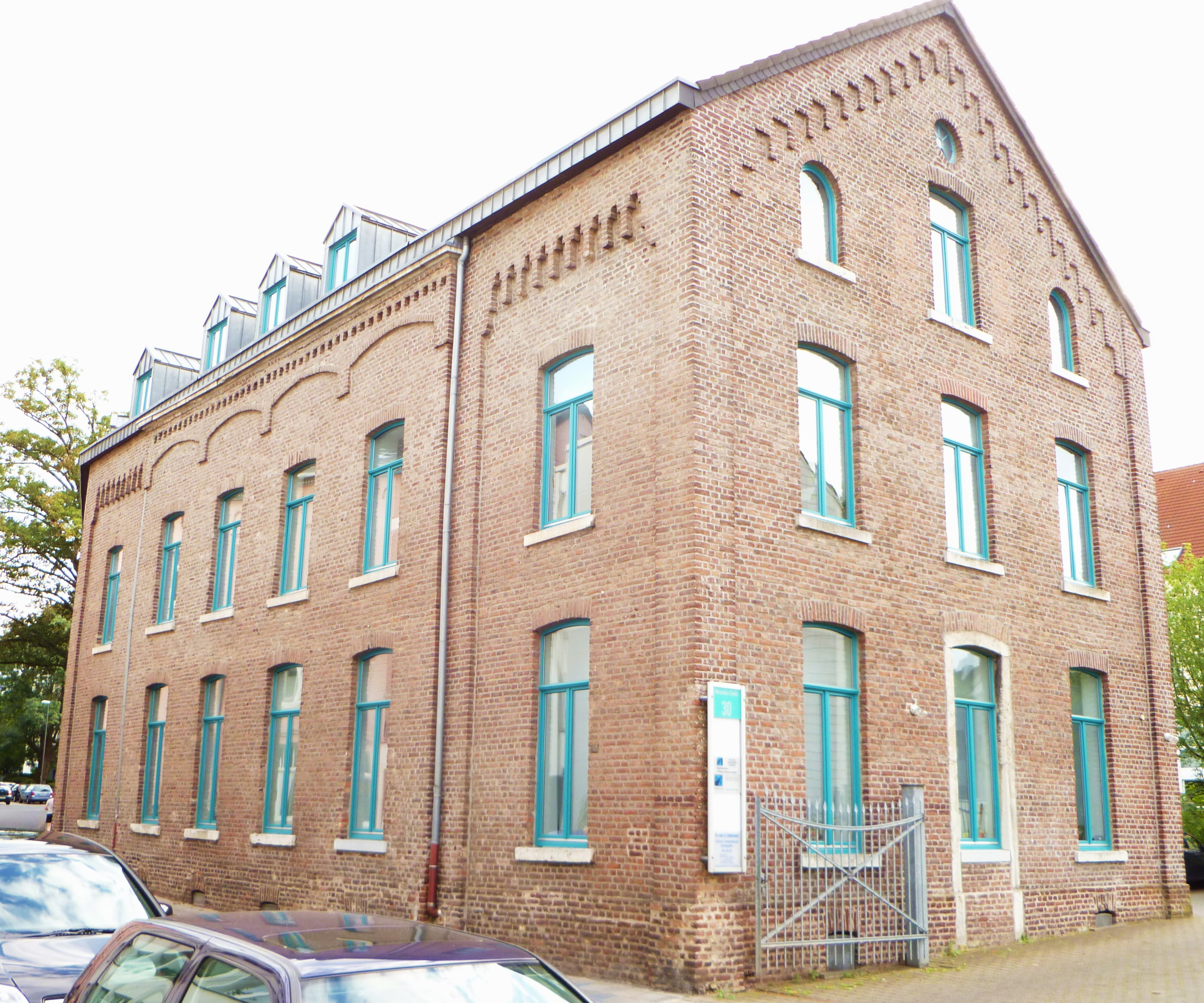
Ehemaliges Kontorgebäude
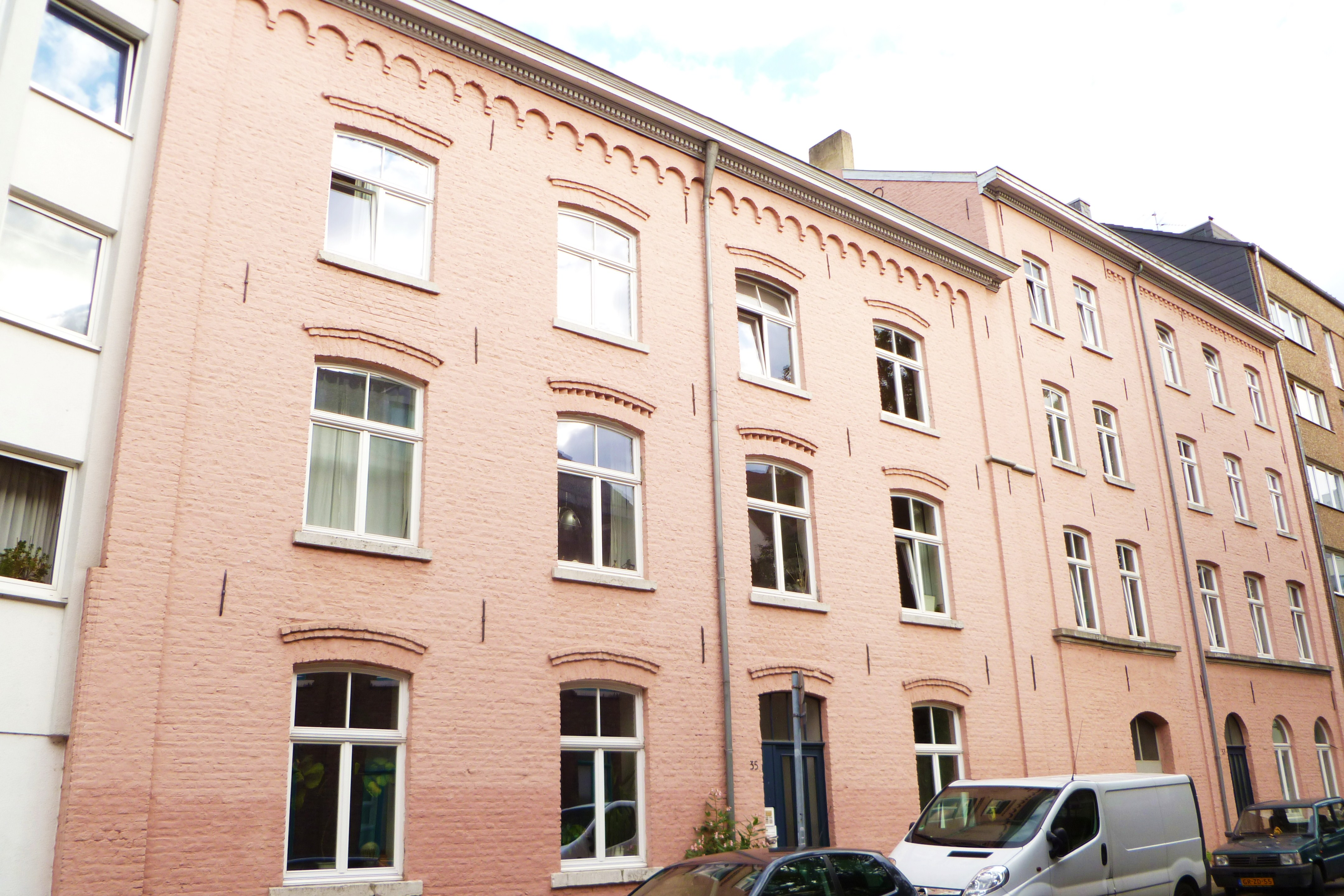
Ehemaliges Wollmagazingebäude und Bedienstetenwohnung

### Grevenbroich

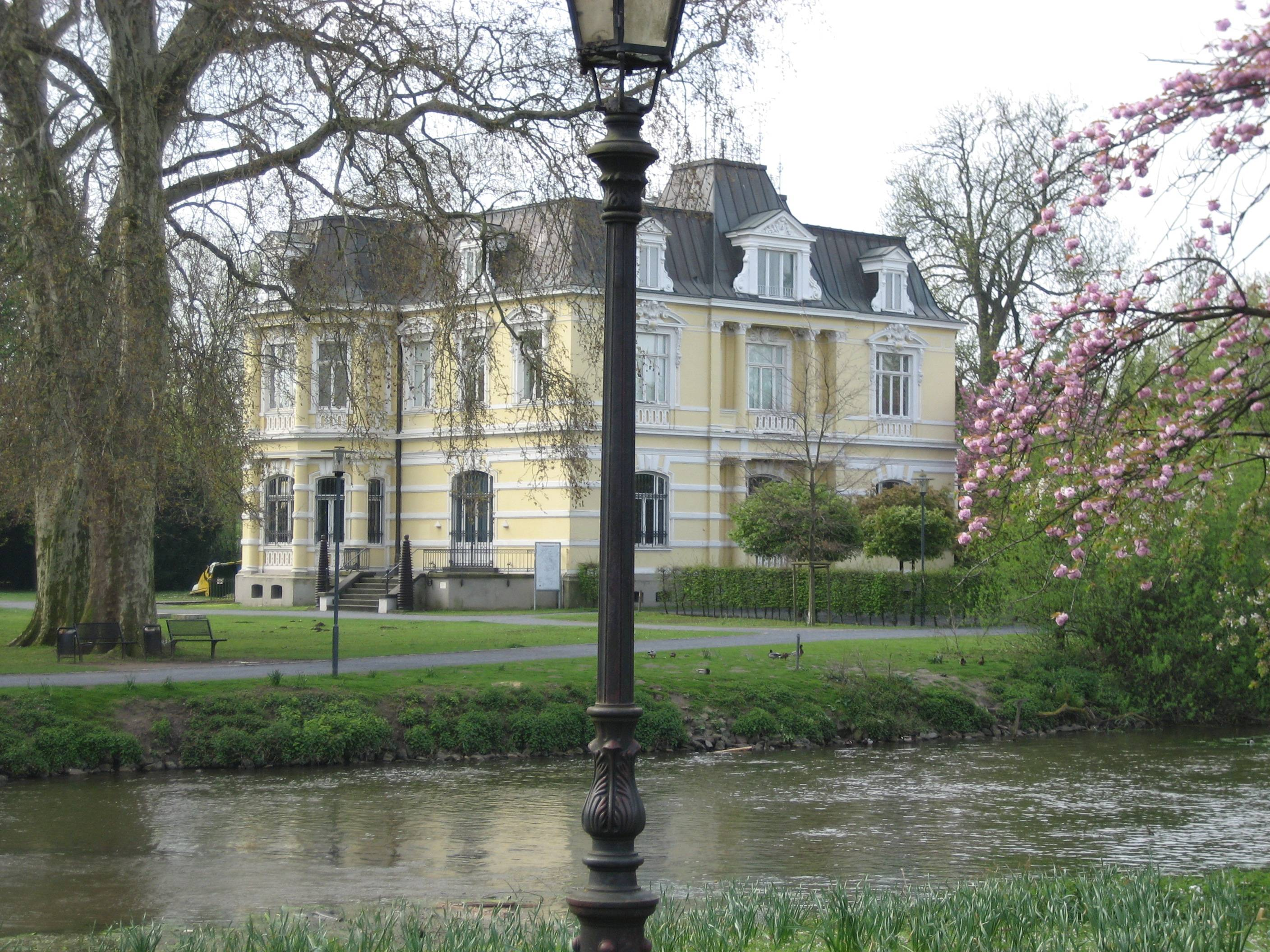
Villa Erckens auf der Stadtparkinsel, heute Museum

Oskar Erckens betrieb in Grevenbroich die Firma Erckens & Co. Baumwollspinnerei und -weberei, die in heute teilweise noch erhaltenen Gebäuden auf der Stadtparkinsel (auch „Erckens Insel“ genannt) untergebracht war. Der Vorläufer der Maschinenhalle hatte verschiedene Eigentümer gesehen, so etwa auch Friedrich Koch aus Wevelinghoven, der ab 1808 die Spinnerei übernahm. Einer der Mitarbeiter dieser Zeit war Diedrich Uhlhorn, der 1812 ausschied und eine mechanische Werkstatt, die spätere Münzprägeanstalt übernahm. Ab 1823 wechselten die Eigentümer mehrfach, bevor die Halle 1870 durch einen Großbrand zerstört wurde.
Zwei Jahre später erwarb Oskar Erckens mit seinem Schwager Julius Schnitzler den Betrieb und ließ 1891 ein neues Maschinenhaus errichten, das heute noch erhalten ist und gemeinsam von der Stadtbücherei und dem Stadtarchiv genutzt wird. Zu den weiteren Gebäuden des Unternehmens zählen auch die Versandhalle und das Waagehaus, die 1984 unter Denkmalschutz gestellt wurden. Das Vereins- und Versammlungsgebäude wurde in diesem Zusammenhang aus altem Material wieder neu aufgebaut und im Mai 2001 anlässlich der Partnerschaftsjubiläen als „Auerbach-Haus“ umbenannt. Ein ursprünglich noch zum Gebäudeensemble gehörendes Mühlengebäude wurde im Zweiten Weltkrieg zerstört.
Der Kommerzienrat und Landrat des Kreises Grevenbroich, Emil Erckens (1863–1927), Sohn von Oskar Erckens, war bis zu seinem Tod 1927 Vorsitzender des Aufsichtsrates. Seine Söhne Oskar (* 1892) und Emil (* 1895) führten die Firma weiter. Das Unternehmen florierte, litt dann aber stark unter den Folgen des Zweiten Weltkriegs, die letztlich zur Schließung des Betriebes im Jahr 1956 führten.
Oskar Erckens fand seine letzte Ruhestätte in der Familiengruft auf dem Heißbergfriedhof in Burtscheid. Sein 1887 errichtetes Wohnhaus im klassizistischen Stil in unmittelbarer Nähe der Fabrik auf der heutigen Stadtparkinsel in Grevenbroich wird heute als Museum Villa Erckens genutzt.

#### Erckens-Kapelle

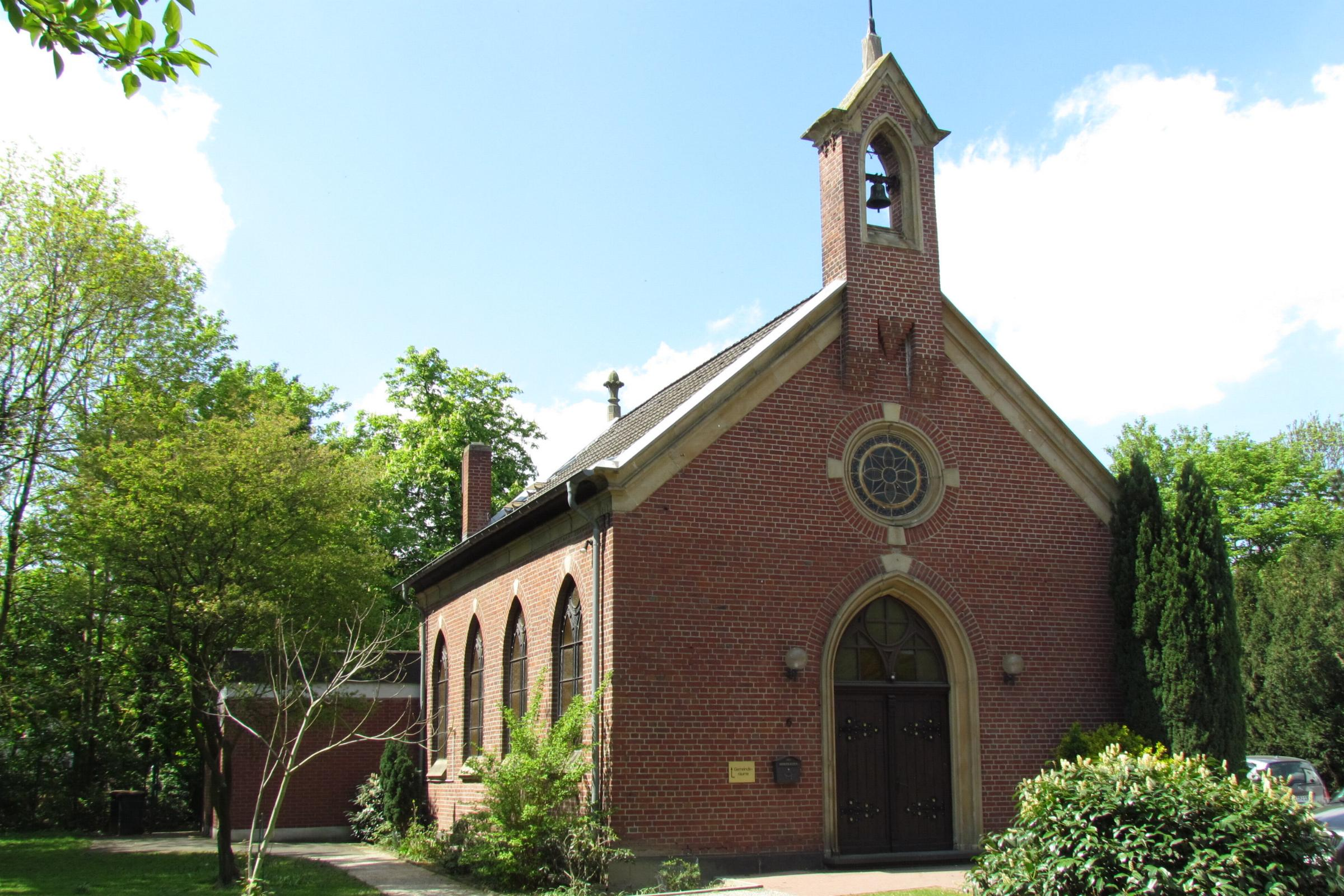
Erckens-Kapelle

In Ermangelung eines evangelischen Gotteshauses in Grevenbroich ließ Oskar Erckens im Jahr 1888 für die wachsende protestantische Bevölkerung der Stadt eine Kapelle im Bereich des heutigen Stadtparks nach Plänen des Architekten Hermann Otto Pflaume erbauen und überließ sie zunächst der evangelischen Gemeinde Grevenbroichs für ihre kirchliche Zwecke. Seine spätere Erbengemeinschaft übertrug schließlich die Erckens-Kapelle nach langem Stillstand und drohendem Verfall im Jahr 1972 der neu gegründeten Freien Christengemeinde Grevenbroich e. V. 1972, die sie von Grund auf sanieren ließ. Seitdem steht die Kapelle wieder für regelmäßige sonntägliche Gottesdienste und für Trauungen zur Verfügung und bietet in ihren Nebenräumen Möglichkeiten unter anderem für eine Krabbelgruppe und für Seniorentreffs sowie für Gebets- und Bibelstunden an. Das Engagement des Vereins wurde 1985 mit der Aufnahme der Kapelle in die Denkmalschutzliste der Stadt Grevenbroich gewürdigt.